# Cesinanda Narciso
Pour les articles homonymes, voir Narciso.
Cesinanda Narciso est une femme politique angolaise. Membre du parti CASA–CE (Convergência Ampla de Salvação de Angola - Coligação Eleitoral), elle est élue députée de l'Angola aux élections nationales depuis le 28 septembre 2017,.
Narciso est diplômée en théologie. Elle a travaillé comme microbiologiste en hôpital, chargée des analyses. En 1996, elle est secrétaire exécutive de l'association des femmes entrepreneuses de la Province de Luanda (Associação das Mulheres Empresárias da Província de Luanda, ASSOMEL).